# Самойленко Олександра Іванівна
Олександра Іванівна Самойленко (нар. 1953) — український музикознавець, доктор мистецтвознавства, професор.

## Життєпис
Народилася 1953 році в Одесі. Середню загальну та музичну освіту отримала в Одеській спеціальній музичній школі-інтернаті імені П. С. Столярського (клас фортепіано). 1977 закінчила Одеську консерваторію імені А. В. Нежданової за фахом музикознавства.
1985 року закінчила аспірантуру Московської консерваторії імені П. І. Чайковського за фахом «Музична естетика». 1988 року захистила дисертацію на тему «Катарсис як естетична проблема» і здобула науковий ступінь кандидата філософських наук.
З 1986 року пройшла шлях від старшого викладача кафедри історії музики та музичної етнографії до професора.
2003 року у Національній музичній академії імені П. І. Чайковського захистила дисертацію на тему «Діалог як музично-культурологічний феномен: методологічні аспекти сучасного музикознавства» на здобуття наукового ступеня доктора мистецтвознавства, Згодом надано вчене звання професора. Учениця Івана Котляревського.
З 2002 року працює проректором з наукової роботи Одеської музичної академії, а з 2006 року одночасно завідує кафедрою історії музики та музичної етнографії.

## Науково-педагогічна діяльність
Сфера наукових інтересів пов'язана із пошуками семантичної типології музики, інноваціями в області методології сучасного гуманітарного знання, музичною культурологією, психологією мистецтва та інші. Автор близько 100 наукових робіт, учасник та організатор багатьох конференцій загальноукраїнського та міжнародного масштабів, член спеціалізованих вчених рад по захисту дисертацій, постійний опонент на захистах, викладач курсів історії музики та маргінальних дисциплін, проректор, О. І. Самойленко зарекомендувала себе як глибокий вчений, блискучий оратор та музично-громадський діяч.

## Роботи

### Монографії
- Искусство и катарсис. — деп. в НИО Информкультура. Рос. гос. библиотеки / А. Самойленко. — 01.04.1992. — № 2592.
- Музыковедение и методология гуманитарного знания. Проблема диалога. Монография / А. Самойленко / Редактор Н. Александрова. — Одесса: Астропринт, 2002.

### Статті
- К проблеме семантической типологии музыки / А. Самойленко // Збірка матеріалів міжнародної науково-творчої конференції «Трансформація музичної освіти та культури в Україні»: до 90-річчя ОДМА імені А. В. Нежданової. — Одеса: Друкарський дім, 2004. — С. 57-66.
- Ноэтические тенденции русской музыкальной культуры рубежа XIX—XX веков / А. Самойленко // Київське музикознавство. Культурологія та мистецтвознавство. Збірка статей. Вип. 15 / Упорядники Т. К. Гуменюк, С. В. Тишко. Редактор Т. К. Гуменюк. — К.: Київське державне вище музичне училище ім. Р. М. Глієра, 2004. — С. 27—37.
- Диалог как метод семантической типологии музыки[недоступне посилання з квітня 2019]
- Психологические предпосылки культурологического анализа: размышление о методе / А. Самойленко // Київське музикознавство. Культурологія та мистецтвознавство. Збірка статей. Вип. 15 / Упорядники Т. К. Гуменюк, С. В. Тишко. Редактор Т. К. Гуменюк. — К.: Київське державне вище музичне училище імені Р. М. Глієра, 2004. — С. 3—15.
- Автор и герой в музыковедческой деятельности. Статья первая
- Автор и герой в музыковедческой деятельности. Статья вторая / А. Самойленко // Музичне мистецтво і культура. Науковий вісник Одеської державної консерваторії імені А. В. Нежданової. — Вип. 12. — Одесса: Печатный дом, 2010. — С. 31—40.
- Духовность как категория музыкальной семантики
- Творчество Шостаковича как феномен «музыкального сознания» середины — второй половины XX века
- Музичний театр у діалозі з часом та у семантичному просторі сучасної культури / О. Самойленко // Часопис Національної музичної академії імені П. І. Чайковського. Науковий журнал. — № 6 (7). — К.: НМАУ імені П. І. Чайковського, 2010. — С. 399—414.

## Родина
- Мати: Цонєва-Самойленко Тетяна Миколаївна (1921—1996) — фізіолог, педагог, доктор біологічних наук, професор.
- Дід: Цонєв Микола Степанович (1884—1948) — хімік-органік, кандидат хімічних наук, професор. (https://web.archive.org/web/20190115234628/http://liber.onu.edu.ua/pdf/vipuskniki_onu_vip_2.pdf)